# デジタル主権
デジタル主権（デジタルしゅけん、英:digital sovereignty）は、ヨーロッパ諸国とEUで2005年頃から主張されるようになった概念。

## 概要
日本のデジタル庁の報告書では、「小作人」と「地主」の支配関係を揶揄し、『我が国産業は、どれだけ働いても富むことができない「デジタル小作人」となってしまったのではないか。』と表現された。

## 動向
- ナイジェリア政府が2021年、大統領の投稿を削除した米ツイッターを国内で利用禁止とした直後、インドのSNSであるKooにナイジェリア政府の認証済みアカウントが登場した。インドでは、モバイルOS市場を牛耳っているグーグルの「アンドロイド」の対抗馬として自国製の「BharOS」への期待も高い。プラダン技能開発・起業促進相は、今後BharOSが広く普及する可能性に触れて「長い道のりだが、それが実現すれば誰かによる独占は消えてなくなる」と述べた[3]。

- 2024年4月4日（ドイツ時間）、ドイツ北部のシュレースヴィヒ＝ホルシュタイン州は自治体のPC3万台で使用しているWindowsとMicrosoft OfficeをLinuxとLibreOffice（およびその他のフリーオープンソースソフトウェア〈FOSS〉）に移行すると発表した。理由として、「独立、持続可能、安全。」を挙げている。同州は、デジタルパイオニア地域となり、州行政にデジタル主権型のITワークプレースを導入するドイツ初の州となる[4]。